# Franco Pistoni

Franco Pistoni (2011)

Franco Pistoni (* 6. März 1956 in Rieti, Provinz Rieti, Latium) ist ein italienischer Schauspieler und Autor.

## Leben
Pistoni wurde am 6. März 1956 in Rieti geboren. Als Theaterdarsteller wurde er dreimal für den Premio Ubu nominiert. 1986 spielte er im Film Der Name der Rose mit. 1987 verkörperte er in Die Barbaren die Rolle des Ibar. In den nächsten Jahren folgten Rollen unter anderen in den Filmen Distant Lights – Unheimliche Begegnung mit dem Jenseits, Poliziotti – Das Ehrenwort eines Mafiosi, A Dream House Nightmare oder auch Das Märchen der Märchen. 2004 spielte er in einer Episode der Fernsehserie Don Matteo an der Seite von Terence Hill mit.
Er ist Verfasser mehrerer Lyrikbände.

## Filmografie (Auswahl)
- 1986: Der Name der Rose
- 1987: Die Barbaren (The Barbarians)
- 1987: The Devils of Monza (La monaca di Monza)
- 1987: Distant Lights – Unheimliche Begegnung mit dem Jenseits (Luci lontane)
- 1987: Le vie del Signore sono finite
- 1988: I ragazzi della 3 C (Fernsehserie, Episode 2x09)
- 1988: Don Bosco
- 1988: Se Lo Scopre Gargiulo
- 1989: 'O re
- 1990: Perduta
- 1991: Il ritmo del silenzio
- 1991: Crack
- 1992: Confortorio
- 1994: Cops (Poliziotti)
- 1999: La bomba
- 2001: Gli occhi dell'amore (Fernsehfilm)
- 2003: Foglie di cemento (Kurzfilm)
- 2004: Don Matteo (Fernsehserie, Episode 4x24)
- 2007: A Dream House Nightmare (Nero bifamiliare)
- 2007: Rino Gaetano – Ma il cielo è sempre più blu (Fernsehfilm)
- 2008: Lezione 21
- 2008: Wir schaffen das schon (Si può fare)
- 2009: Miacarabefana.it (Fernsehfilm)
- 2009: Imago mortis
- 2010: Krokodyle
- 2011: Tutti al mare
- 2011: Amici miei – Come tutto ebbe inizio
- 2012: God's Got His Head in the Clouds (Kurzfilm)
- 2013: Il disordine del cuore
- 2015: Das Märchen der Märchen (Il racconto dei racconti)
- 2021: Freaks Out

## Theater (Auswahl)
- 1994: Risonanze di costola

## Werke
- L’acustica del Mar Egeo. 1988.
- Emporio di razza. 1990
- Risonanze di costola. Firenze libri, 1994. ISBN A000139187
- Delle nuvole, ogni sera, resiste. L'Autore Libri Firenze, Florenz 2000. ISBN 8882545520